# اکاروا
اکاروا (به لاتین: Akaroa) یک منطقهٔ مسکونی در نیوزیلند است که در Christchurch City واقع شده‌است.

## خصوصیات
اکاروا ۱٫۷۶۵۶ کیلومترمربع مساحت و ۵۶۷ نفر جمعیت دارد.